# Sidney Rice
Sidney R. Rice (Gaffney, 1º settembre 1986) è un ex giocatore di football americano statunitense che ha giocato nel ruolo di wide receiver nella National Football League (NFL). Fu scelto dai Minnesota Vikings nel secondo giro del Draft NFL 2007. Al college ha giocato a football alla University of South Carolina.

## Carriera professionistica

### Minnesota Vikings
Dopo essere stato scelto dai Vikings nel draft del 2007, Rice firmò un contratto quadriennale. Divenne il titolare nel corso della sua seconda stagione ma alcuni infortuni misero in discussione questo ruolo fino all'inizio della stagione 2009 quando, grazie all'intesa col nuovo quarterback Brett Favre, ebbe una stagione stellare e venne convocato per l'annuale Pro Bowl. Nei playoff i Vikings giunsero a giocarsi la finale della NFC perdendo coi New Orleans Saints. Proprio in quella gara, Rice soffrì un infortunio all'anca e la conseguente operazione lo tenne fuori dai campi per tutta la prima parte della stagione 2011.

### Seattle Seahawks
Dopo la fine del lockout NFL del 2011, Rice firmò un quinquennale da 43 milioni di dollari coi Seattle Seahawks di cui 18 garantiti. A Seattle si riunì col coordinatore offensivo Darrell Bevell ed il quarterback Tarvaris Jackson, entrambi membri dei Vikings durante il periodo in cui anche Rice si trovava lì.
Dopo 9 partite con 2 touchdown, Rice fu inserito nella lista delle riserve infortunate il 30 novembre 2011.
Il 9 settembre 2012, nel debutto stagionale dei Seahawks, sconfitti dagli Arizona Cardinals 16-20, Rice segnò un touchdown su un passaggio del nuovo quarterback Russell Wilson. I Seahawks rimontarono 13 punti ai New England Patriots nella settimana 6 portandosi su un record di 4-2 con Rice che completò la rimonta segnando un touchdown a 78 secondi dal termine, oltre a ricevere 81 yard. Nella settimana 8, i Seahawks scesero a un record di 4-4 perdendo all'ultimo minuto contro i Detroit Lions con Rice che ricevette 55 yard segnò un touchdown.
I Seahawks vinsero la quarta gara in casa in altrettante partite nella settimana 9 contro i Minnesota Vikings: Rice ricevette 54 yard e segnò un touchdown e nell'azione che precedette la marcatura completò anche tentativo di passaggio da 24 yard.
Nella settimana 10 i Seahawks vinsero la quinta partita su cinque in casa superando facilmente i New York Jets dove Rice segnò altri due touchdown.
Nella settimana 13 i Seahawks ottennero una fondamentale vittoria all'overtime contro i Chicago Bears al Soldier Field grazie al touchdown decisivo di Rice nei supplementari. La sua stagione si concluse giocando come titolare tutte le 16 partite, con 50 ricezioni per 748 yard e 7 touchdown.
I primi due touchdown della stagione 2013, Rice li segnò nella agevole vittoria della settimana 3 sui Jacksonville Jaguars e il secondo nella settimana 7 contro i Cardinals contribuendo a far partire Seattle con un record di 6-1, il miglior inizio della storia della franchigia. Il 28 ottobre Rice prese parte al Monday Night vinto dai Seahawks 14-9 contro i St. Louis Rams, ma non mise a referto alcuna statistica uscendo nel corso del 2º quarto. Il giorno seguente gli venne diagnosticata la lesione del legamento crociato anteriore che lo costrinse a perdere tutto il resto della stagione. Il 28 febbraio 2014, Rice fu svincolato dai Seahawks con cui però rifirmò un contratto annuale il 16 aprile 2014. Il 23 luglio 2014, tuttavia, Rice annunciò il suo ritiro, all'età di soli 27 anni.

## Palmarès

### Franchigia
- Super Bowl : 1

Seattle Seahawks: Super Bowl XLVIII
- National Football Conference Championship: 1

Seattle Seahawks: 2013

### Individuale
- Convocazioni al Pro Bowl: 1

2009
- Giocatore offensivo della settimana della NFC: 1
- Record NFL per il maggior numero di touchdown su ricezione in una gara di playoff (3)

## Statistiche

### Stagione regolare
| Anno   | Squadra           | P  | Ric | Yard  | Media | TD |
| ------ | ----------------- | -- | --- | ----- | ----- | -- |
| 2007   | Minnesota Vikings | 13 | 31  | 396   | 12,8  | 4  |
| 2008   | Minnesota Vikings | 13 | 15  | 141   | 9,4   | 4  |
| 2009   | Minnesota Vikings | 16 | 83  | 1.312 | 15,8  | 8  |
| 2010   | Minnesota Vikings | 6  | 17  | 280   | 16,5  | 2  |
| 2011   | Seattle Seahawks  | 9  | 32  | 484   | 15,1  | 2  |
| 2012   | Seattle Seahawks  | 16 | 50  | 748   | 15,0  | 7  |
| 2013   | Seattle Seahawks  | 8  | 15  | 231   | 15,4  | 3  |
| Totale |                   | 81 | 243 | 3.592 | 14,8  | 30 |